# Beechcraft Twin Bonanza
Le Beech Model 50 Twin Bonanza est un avion bimoteur de grand tourisme et d’affaires monoplan à aile basse cantilever lancé au début des années 1950 pour offrir à la clientèle Beechcraft un bimoteur moins gros et moins coûteux que le Beech 18. Produit jusqu’en 1963 malgré une concurrence croissante à partir du milieu des années 1950, il fut largement utilisé par l’US Army sous l'appellation L-23 Seminole comme avion de liaison puis d’observation du champ de bataille. C’est également à la demande de l’US Army que fut développée une version à fuselage agrandi qui donnera le Beechcraft Queen Air.

## Origine et description sommaire
Le développement du Model 50 fut lancé en avril 1949 afin d’offrir un appareil intermédiaire entre le bimoteur Beech 18 et le monomoteur Model 35 Bonanza. Plus gros et plus lourd que le Bonanza, dont il conservait de nombreux éléments, mais offrant une capacité réduite de moitié par rapport au Beech 18, cet avion ne pouvait prétendre être une simple version bimoteur du Bonanza malgré son nom.
En fait le nouvel appareil conservait du Bonanza la voilure, les deux plans venant se greffer de part et d'autre d'une nouvelle section centrale comprenant une section de voilure trapézoïdale coiffée par les moteurs. Le profil de l'ensemble évoluait du NACA 23014.1 à l'emplanture au NACA 23012 en bout, avec un dièdre positif constant de 7°. Le bord de fuite était entièrement mobile, les ailerons encadrant des volets à fente, et la totalité du carburant était logé dans l'aile : 2 réservoirs de 166 litres entre le fuselage et les moteurs et deux réservoirs de 87 litres dans les panneaux externes.
Plus gros que celui du monomoteur, le fuselage pouvait loger confortablement six passagers, installés sur trois fauteuils côte à côte devant et une banquette triplace derrière, le pilote pouvant occuper soit le siège central soit le siège gauche, ajustables et dotés tous deux de pédales de commande d’empennage, la commande de vol pouvant basculer d'un poste à l'autre. La pointe avant était pourvue d'un compartiment à bagages (capacité : 45 kg) complétant la soute arrière (capacité : 90 kg), accessibles des portes situées à droite, tout comme la porte 'type automobile' donnant accès à la cabine, un escalier escamotable étant situé en arrière du bord de fuite.
La construction était entièrement métallique, le revêtement étant tenu par des rivets à tête noyée, et l'ensemble reposait sur un train tricycle escamotable.

## Un lancement retardé par laGuerre de Corée
Équipé de deux moteurs 6 cylindres à plat Lycoming GO-435-C2 de 260 ch entrainant chacun une hélice bipale Beech Model B200-116 à vitesse constante (une Beech Model 214-101 à variation automatique de pas fut testée durant les essais en proposée en option), le premier des deux prototype (N3992N) effectua son premier vol le 15 novembre 1949. Le 20 septembre 1950 le constructeur annonça que cet appareil, qui totalisait déjà plus de 200 heures de vol allait effectuer une tournée d’évaluation sur les bases de l’US Air Force. Lorsque la FAA délivra le certificat de navigabilité (5A4) au Model 50 le 25 mai 1951 le cap des 500 heures était passé depuis un mois. Le prototype était alors en cours d’évaluation par l’US Army à Fort Bragg, en Caroline du Nord. Si l’on en croit Ralph Harmon, chargé du développement de cette famille d’appareils, le prototype du Model 50 s’est écrasé durant un vol de démonstration alors que Claude Palmer, pilote démonstrateur de Beechcraft, effectuait un atterrissage à pleine charge après avoir franchi une ligne d’arbres de 15 m de haut. Le pilote et ses passagers sortirent tous indemnes de l’accident, ce qui impressionna favorablement l’US Army. Mais il est également possible que l'US Army Aviation ait tout simplement été attirée par un avion dont l'US Air Force ne voulait pas, donc dont l'acquisition était plus facile pour ses besoins en Corée. Quoi qu'il en soit quatre Model 50 furent immédiatement commandés comme avions de liaison sous la désignation YL-23, suivis de 55 L-23A dont la livraison fut classée prioritaire. La clientèle civile dut donc attendre 1953 pour prendre livraison du Twin Bonanza.

## Tous les modèles civils
- Model 50 : Outre deux prototypes (c/n H-1/2) cette désignation recouvre une présérie de 9 avions[4] (c/n H-3/11) réalisée en 1952[2], dont deux exemplaires furent exportés (Brésil et Mexique) et 4 livrés à l’US Army comme YL-23. Moteurs Lycoming GO-435-C2 de 260 ch. Un de ces appareils (c/n H-7 volait toujours en 2010.
- Model B50 : Apparue en 1953, la première version de série comportait un certain nombre de modifications permettant d’accroitre la masse maximale au décollage et un vitrage de cabine agrandi. Certifié le 31 juillet 1953, ce modèle fut construit à 99 exemplaires (c/n CH-12/110), dont un certain nombre pour l’exportation.
- Model C50 : Équipé du nouveau moteur Lycoming GO-480-F1A6 de 275 ch qui faisait passer la vitesse de pointe à 338 km/h, cette nouvelle version fut certifiée le 13 octobre 1954. Beechcraft espérait ainsi concurrencer l’Aero Commander 560, et 250 appareils sortirent d’usine entre fin 1954 et début 1956 (c/n CH-111/360). C'est la version la plus construite. Cet avion était vendu 69 950 U$D (départ Wichita) en 1955 avec une instrumentation de base complète, équipement de vol sans visibilité inclus[3]. Le seul Twin Bonanza utilisé par l'USAF fut un C50 (c/n CH-123) qui reçut la désignation XL-23C.

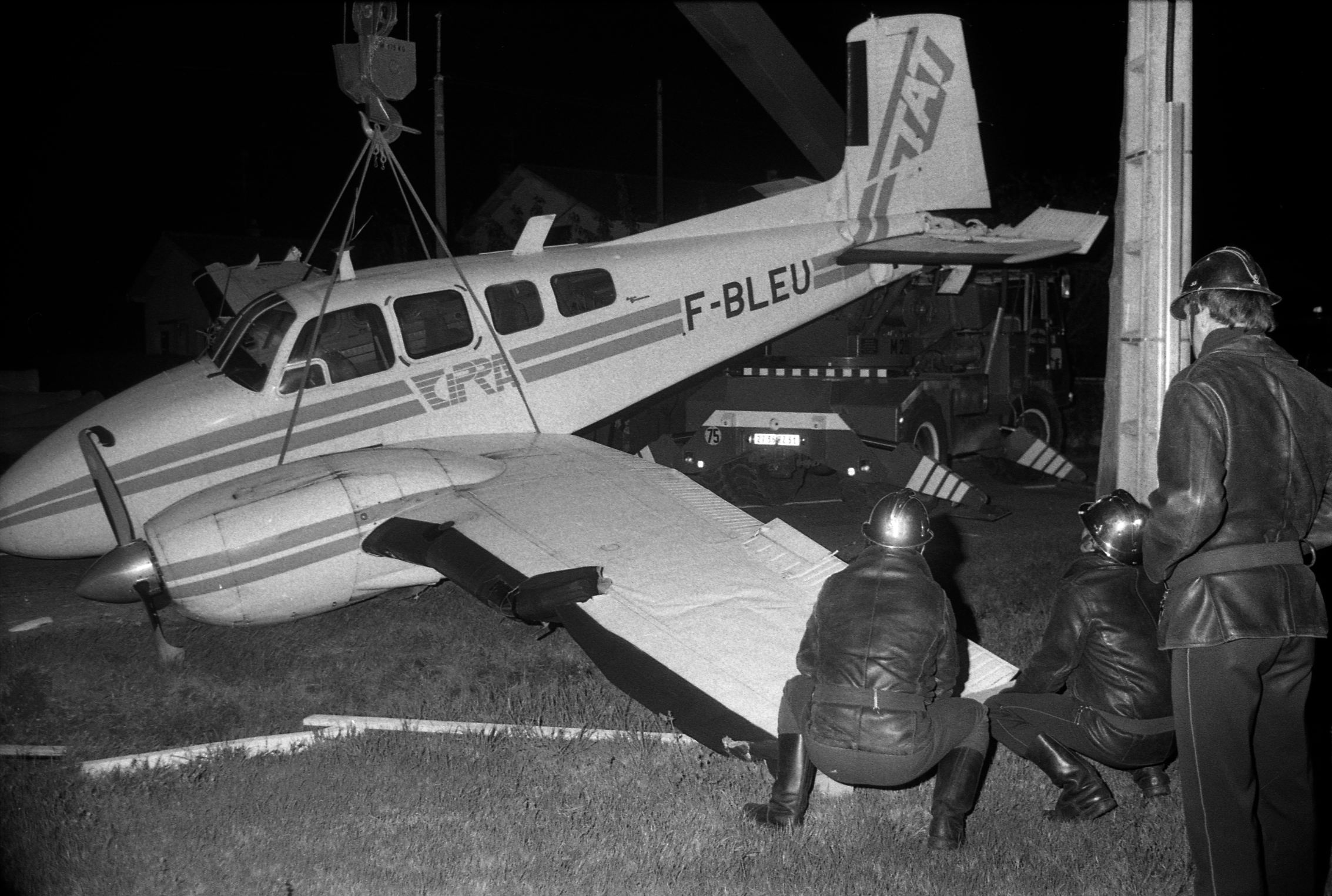
Un D50E accidenté après un atterrissage d'urgence près de Labège.

- Model D50 : Apparu en 1956, ce modèle se distinguait par ses moteurs GO-480-G2C6 de 295 ch entrainant des hélices tripales Hartzell et différentes modifications de détail. 154 exemplaires (c/n DH-1/154) furent construits avant remplacement sur les chaines par le D50A début 1957. 6 exemplaires (c/n DH-77/82) furent livrés à l'US Army comme L-23E.
- Model D50A : Certifié le 29 octobre 1957, cette version recevait deux Lycoming GO-480-G2D6 de 285 ch, mais surtout la capacité de carburant était portée à 681 litres grâce à deux réservoirs supplémentaires, proposés en option tout comme un radar météo[5]. 44 exemplaires construits (c/n DH-155/198).
- Model D50B : 38 exemplaires (c/n DH-199/236) avec un nouvel escalier passager et une soute bagages revue.
- Model D50C : 64 exemplaires (c/n DH-237/300) avec escalier d'accès à la cabine intégrée à la porte, 3 rangées de sièges, air climatisé et soute bagages modifiée en raison de la réorganisation de la cabine.
- Model D50E : 47 appareils (c/n DH-301/347) commercialisés à partir de 1961 avec deux moteurs GO-480-G2F6 développant 295 ch à 3 400 tr/min au décollage et 285 ch à 3 100 tr/min en régime continu. Ce modèle se distinguait extérieurement par une pointe de fuselage allongée, une vitre supplémentaire à gauche et un nouveau dessin, plus anguleux, de la vitre arrière droite.
- Model E50 : La certification pour ce modèle à moteurs compressés GSO-480-B1B6 de 340 ch autorisant une masse au décollage plus importante fut obtenue le 10 novembre 1960, alors que l’US Army avait pris en compte ses premiers exemplaires dès janvier 1957 sous la désignation L-23D. 70 exemplaires (c/n EH-1/70) ont été construits.
- Model F50 : 25 appareils (c/n FH-71/93 et FH-95/96) construits en 1958 avec des moteurs GSO-480-B1B6 de 320 ch. Un exemplaire (c/n FH-94) fut modifié sur chaine en G50.
- Model G50 : 24 appareils (c/n GH-94 et GH-97/119) construits en 1959 avec IGSO-480-A1A6 de 340 ch, réservoirs agrandis, masse au décollage relevée.
- Model H50 : Version 1960, toujours équipée de IGSO-480-A1A6 mais avec quelques améliorations, en particulier de nouveaux saumons de voilure améliorant les performances sur un moteur[5]. 30 exemplaires construits (c/n HH120/149).
- Model J50 : Certifié le 16 novembre 1960 et commercialisé en 1961. Équipés de moteurs à injection Lycoming IGSO-480-A1B6 de 340 ch et de nouveaux réservoirs portant la capacité de carburant à 872 litres, ce modèle affichait des performances nettement améliorées, mais 27 seulement furent livrés (c/n JH-150/176), la conception de l’appareil et son allure commençant à dater.

## Beechcraft L-23 Seminole
Si l'US Army a désigné sous cette appellation les Model 50 Twin Bonanza qu'elle a achetés, elle a ensuite demandé des modifications au modèle de base. Le L-23F (devenu U-8 Seminole en 1962) correspond en réalité au modèle civil Queen Air. Le Beechcraft L-23 Seminole doit donc être considéré comme un bimoteur dérivé du Twin Bonanza et fait donc l'objet d'un article séparé.

## Utilisateurs

### Civils
Si le Twin Bonanza a été principalement utilisé pour les déplacements d'entreprise, quelques compagnies aériennes ou entreprises de transport à la demande ont aussi exploité ce bimoteur :
- Air Cape :
- British United Airways : Au moins un F50[6].
- Carco Air Services : Cette compagnie basée à Albuquerque, Nouveau-Mexique, bénéficiant d'un contrat avec la Commission à l’Énergie Atomique américaine, a reçu quelques Model 50 dès septembre 1951[7].
- Connellan Airways :
- East African Airways : 3 appareils commandés pour livraison début 1952 par la compagnie multinationale[8].
- Leeward Islands Air Transport : 4 appareils.
- Lufthansa : 2 appareils ont été utilisés pour l’entrainement des pilotes.
- Nicholas Skyways : Cette compagnie australienne exploitait toujours le VH-CDE en 1969[9].
- Spernak Airways : Compagnie indienne de l’Alaska utilisant un D50 (N3694B) en 1974[10].
- TOA Airways : Exploitait toujours un appareil (JA5095) en 1969[10].
- Windward Islands Airways : 4 appareils, dont un (PJ-WID, c/n DH-22) était toujours en service en 1978[11].

### Militaires
Quelques utilisateurs militaires se sont approvisionnés sur le marché civil:
- Chili :5 C50 (c/n CH-355/359) et 6 D50 (FAC916/917 et FAC991/994) au moins ont été livrés à la Force aérienne chilienne pour l’Escuela de Especialidades.
- Colombie : Un D50 (c/n DH-72) livré en 1956 à l’Escadron de Transport 412 (Grupo 41) de Barranquilla.
- Jordanie : Un F50 (c/n FH-80), qui a reçu le serial B104.
- Suisse : Les Troupes Fédérales d’Aviation (Forces aériennes suisses) ont pris en compte trois E50 (c/n EH-56/58) qui ont été immatriculés A711/713[12] puis T711-713 et utilisés de 1957 à 1989[13]
- Uruguay :
- États-Unis : L'US Army utilisa plusieurs de ces avions sous la désignation de L-23 Seminole devenus en 1962 des U-8 Seminole. Plusieurs L-23D ont été transformés en RL-23D (puis RU-8D en 1962] et utilisés pour de la surveillance aérienne.

## Sources
1. 1 2 3  Phillips
2. 1 2 3  AJ Pelletier p. 105
3. 1 2 3 4  Flight décembre 1954
4. ↑  Flight no 2212 du 15 juin 1915 p. 694
5. 1 2  AJ Pelletier p. 107
6. ↑  Flight no 2688 du 16 septembre 1960 p. 76
7. ↑  Flight no 2248 du 22 février 1952 p. 223
8. ↑  Flight no 2238 du 14 décembre 1951 p. 746
9. ↑  K Wixey p. 57
10. 1 2  K Wixey p. 58
11. ↑  G Endres, World Airline Fleets 1978. Airline Publications, Hounslow (1978)  (ISBN 0 905117 40 9)
12. ↑  K Wixey p. 60
13. ↑  Schweizer Luftwaffe Militärische Kennungen. Schweizer Armee/Luftwaffe, Eidgenössisches Departement für Verteidigung, Bevölkerungsschutz und Sport VBS 01/09/2010